# بولیوار (سانتاندر)
بولیوار (انگلیسی: Bolívar, Santander) نام شهری در کشور کلمبیا است.